# Dichagyris striatus
Dichagyris striatus là một loài bướm đêm trong họ Noctuidae.